# Du lịch tâm linh

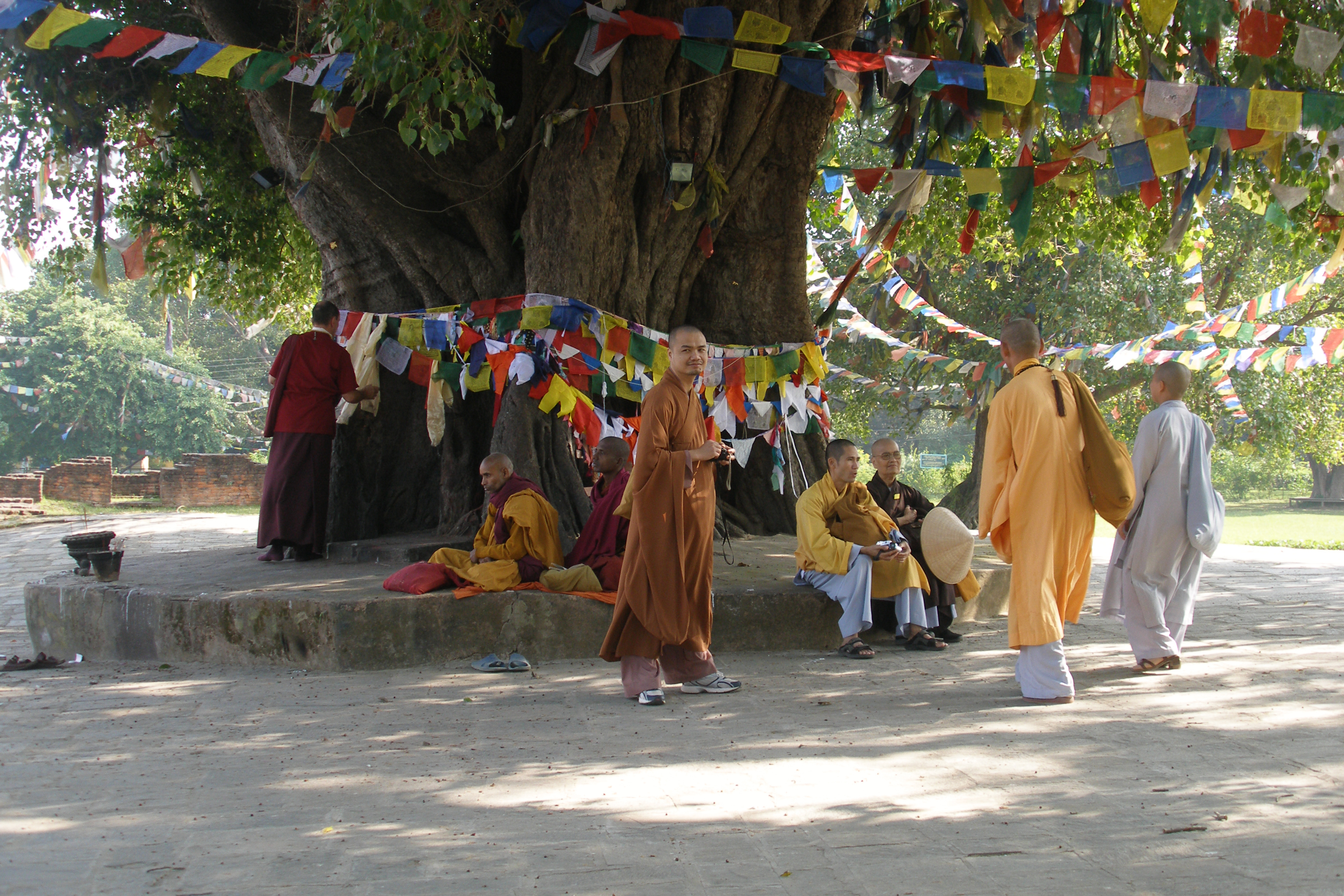
Du lịch hành hương đến Vườn Lâm Tỳ Ni ở Nepal

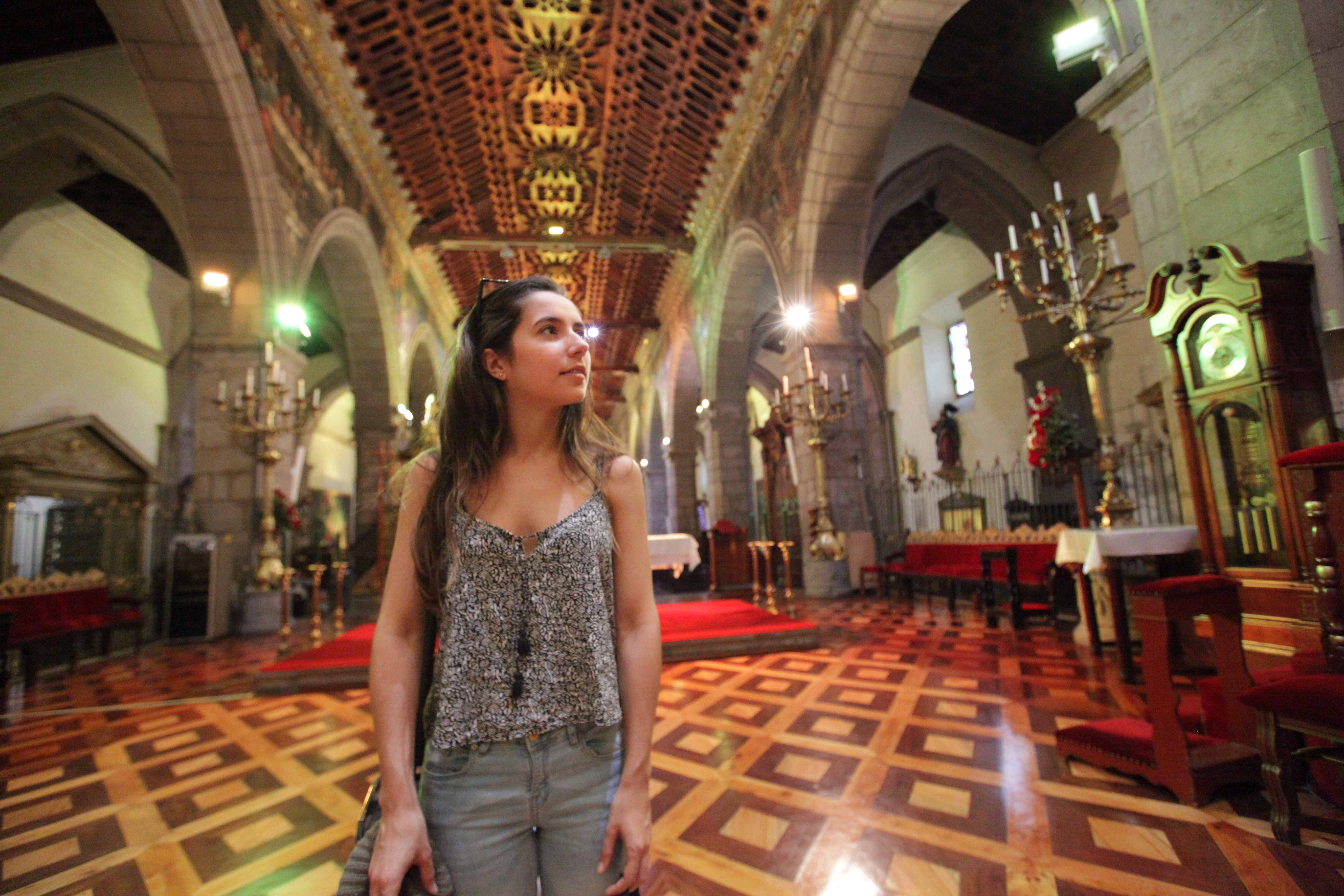
Một nữ du khách đang tham quan một giáo đường ở Quito

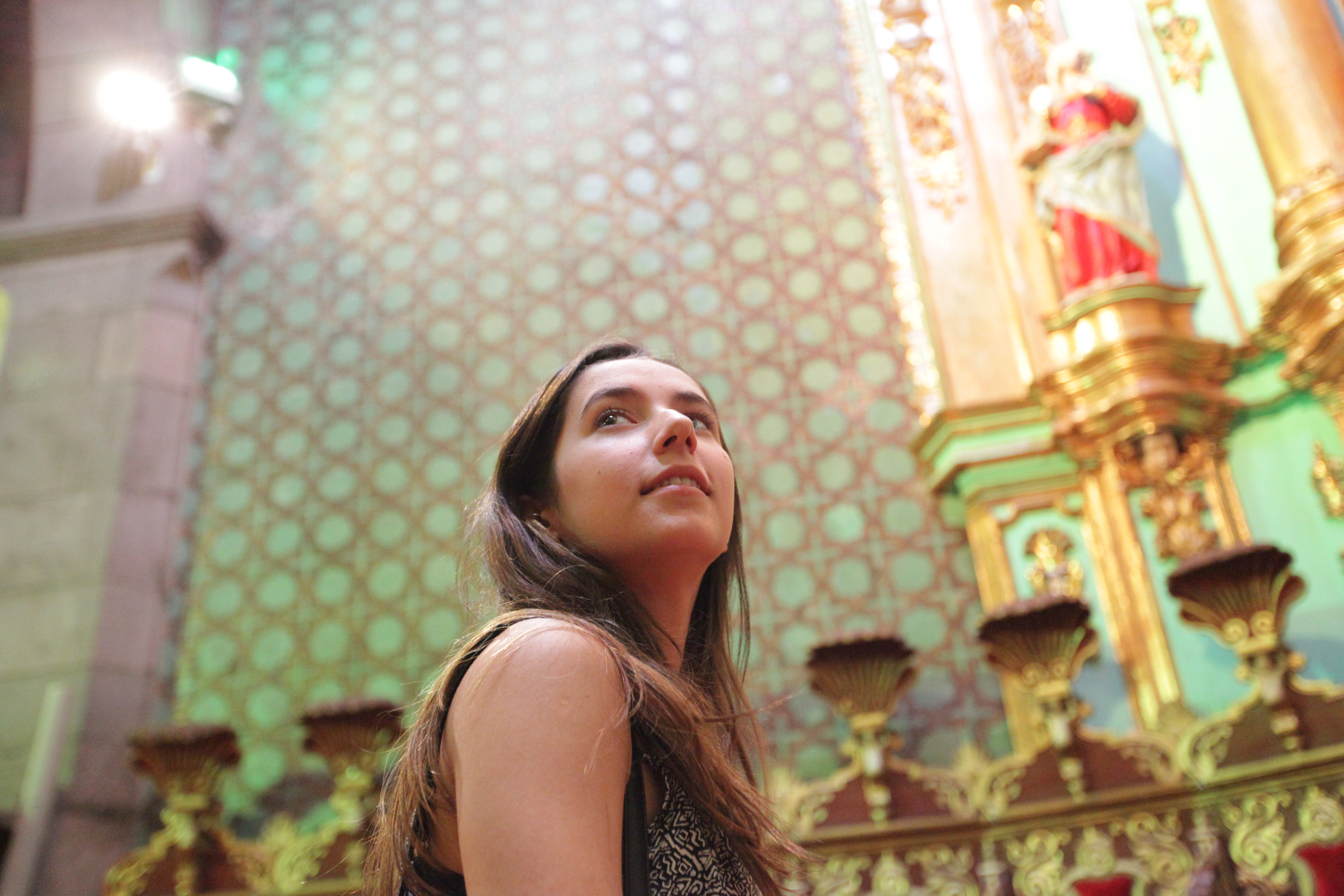
Tham quan giáo đường La Catedral

Du lịch tâm linh hay còn gọi là du lịch hành hương hoặc du lịch theo đức tin là một loại hình du lịch hướng đến việc hành hương, nghĩa là du lịch vì mục đích tôn giáo hoặc tâm linh thông qua việc tham quan các di tích, di vật, công trình, đồ tạo tác tôn giáo. Du lịch tâm linh đã được các nhà nghiên cứu mô tả theo những cách khác nhau. Nhà nghiên cứu Gisbert Rinschede phân biệt dựa theo theo thời gian, theo quy mô nhóm và theo cấu trúc xã hội. Trong khi đó, Juli Gevorgian đề xuất phân chia thành hai loại khác nhau về động cơ, đó là "du lịch hành hương" vì lý do tâm linh hoặc tham gia các nghi lễ tôn giáo, và "du lịch thờ tự" (đi chùa đi chiền, cơ sở tôn giáo) để xem các di tích như thánh đường. Linh mục Cơ đốc giáo Frank Fahey cho rằng một người hành hương "luôn có nguy cơ trở thành khách du lịch" và ngược lại vì theo quan điểm của ông, việc đi lại luôn làm đảo lộn trật tự cuộc sống cố định ở nhà và xác định tám điểm khác biệt giữa hai loại hình du lịch này cụ thể như sau:.
| Yếu tố          | Hành hương                                                                               | Du lịch                                                                 |
| --------------- | ---------------------------------------------------------------------------------------- | ----------------------------------------------------------------------- |
| Đức tin         | luôn chứa đựng "niềm tin mong đợi"                                                       | không yêu cầu                                                           |
| Sám hối         | tìm kiếm sự trọn vẹn                                                                     | không yêu cầu                                                           |
| Tính cộng đồng  | thường đơn độc, nhưng nên cởi mở với tất cả                                              | thường với bạn bè và gia đình, hoặc một nhóm chung sở thích             |
| Nơi linh thiêng | Giữ im lặng, giữ trật tự để tạo ra một không gian linh thiêng                            | Không hiện diện                                                         |
| Nghi thức       | thể hiện sự thay đổi bên trong nội tâm                                                   | không hiện diện                                                         |
| Cúng tế         | bỏ lại phía sau một phần của chính mình, buông bỏ, để tìm kiếm một cuộc sống tốt đẹp hơn | không hiện hữu; chỉ đơn giản coi việc du lịch làm cuộc sống tốt đẹp hơn |
| Lễ mừng         | "chiến thắng bản thân", kỷ niệm để ghi nhớ                                               | Nâng chén quên sầu                                                      |
| Sự bền chí      | sự cam kết; "hành hương không bao giờ kết thúc"                                          | nghỉ lễ sớm kết thúc                                                    |